# پاوکت (نیویورک)
پاوکت (به انگلیسی: Poquott) یک روستا در ایالات متحده آمریکا است که در شهرستان سافک، نیویورک واقع شده‌است. پاوکت ۱٫۵ کیلومتر مربع مساحت و ۹۵۳ نفر جمعیت دارد و ۲۰ متر بالاتر از سطح دریا واقع شده‌است.